# Зоря (Курманський район)
Зоря́ (до 1948 року — Ойфлейбу́нг; крим. Oyfleybunğ, їд. אָיפלעבונג, «відродження») — село Курманського району Автономної Республіки Крим.
Відстань від райцентру до населеного пункта становить 18 кілометрів по прямій.

## Історія
Єврейська колонія, що спочатку називалася Ділянка 5, а пізніше Ойфлейбунг, була заснована в 1925 році, коли радянська влада приступила до організованого переселення євреїв до Криму.
Під час Другої світової війни частина єврейського населення села була евакуйована, з тих, що залишилися під німецькою окупацією, більшість розстріляно.
18 травня 1948 року Указом Президії Верховної Ради РРФСР село, назване в указі Ойфленбург, перейменували на Зорю.